# Euploea eboraci
Euploea eboraci је инсект из реда лептира (лат. Lepidoptera) и породице шаренаца (лат. Nymphalidae).

## Распрострањење
Ареал врсте је ограничен на једну државу. Папуа Нова Гвинеја је једино познато природно станиште врсте.

## Станиште
Врста је присутна на подручју острва Нова Гвинеја.

## Угроженост
Ова врста није угрожена, и наведена је као последња брига јер има широко распрострањење.